# Anna Magdalena Bach
Anna Magdalena Bach, geboren Wilcke of Wilcken (Zeitz, 22 september 1701 - Leipzig, 22 februari 1760) was de tweede vrouw van Johann Sebastian Bach.
Anna Magdalena werd geboren in Zeitz als dochter van de militaire hoftrompettist Johann Caspar Wilcke. Samen met haar oudere zus was ze opgeleid als professionele zangeres. Ze werd geëngageerd aan het hof van Köthen, waar ze actief werd vanaf de zomer van 1721.
Enkele maanden later, op 3 december 1721, trouwde zij met Johann Sebastian, die 16 jaar ouder was dan zij, en wiens vrouw anderhalf jaar ervoor was overleden.
Anna Magdalena baarde 13 kinderen, van wie slechts zes hun jonge kinderjaren hebben overleefd. Ze was ook begaan met de opvoeding van de 4 kinderen van Bachs eerste huwelijk, die nog in leven waren. Ze was 48 jaar oud toen Bach stierf, en weigerde te hertrouwen, zodat ze het voogdijschap niet zou verliezen over haar minderjarige kinderen. Samen met haar twee jongste dochters van 8 en 12 vond zij onderdak bij vrienden. Ze stierf op 58-jarige leeftijd, waarschijnlijk in erbarmelijke omstandigheden zoals een dodenregister suggereert.